# Trimerotropis
Trimerotropis là một chi côn trùng thuộc họ Acrididae.

## Các loài
Chi này có các loài sau:
- Trimerotropis cyaneipennis
- Trimerotropis infantilis
- Trimerotropis occidentaloides
- Trimerotropis occulens
- Trimerotropis pallidipennis